# Let's Go Dancin' (Ooh La La La)
Let's Go Dancin' (Ooh La La La) is een nummer van de Amerikaanse band Kool & The Gang uit 1982. Het is de derde single van hun 14e studioalbum Something Special.
"Let's Go Dancin' (Ooh La La La)" is een vrolijk en optimistisch nummer dat, zoals de titel al doet vermoeden, luisteraars aanmoedigt om te gaan dansen. De single werd een bescheiden hit in de Verenigde Staten, waar het de 30e positie bereikte in de Billboard Hot 100. In het Nederlandse taalgebied had Kool & The Gang meer succes met het nummer en werd het een top 10-hit. Het bereikte de 8e positie in de Nederlandse Top 40, en kwam een plek hoger in de Vlaamse Radio 2 Top 30. Vandaag de dag geniet het nummer nog altijd populariteit en wordt het nog steeds veel gedraaid.

## Tracklijst
- 7"

1. "Ooh La La La (Let's Go Dancin')" - 3:58
2. "Pass It On" - 4:27